# Stockton (Missouri)
Stockton település az Amerikai Egyesült Államok Missouri államában, Cedar megyében, melynek megyeszékhelye is. Lakosainak száma 1683 fő (2020. április 1.).

## Népesség
A település népességének változása:

| 2010 | 1 819 |
| 2020 | 1 683 |